# Drino gilva
Drino gilva ist eine Raupenfliege aus der Unterfamilie Exoristinae. Die Art wurde von  dem Forstwissenschaftler Theodor Hartig 1838 als Tachina gilva erstbeschrieben. Das aus dem Lateinischen stammende Art-Epitheton gilva bedeutet „gelblich“. Ein älteres Synonym ist Sturmia gilva. Die Raupenfliege gilt als ein wichtiger Gegenspieler der Gemeinen Kiefernbuschhornblattwespe.

## Merkmale
Die Fliegen sind 5–12 mm lang. Sie sind goldgelb bestäubt. Das dritte Tergit ist mittig auf drei bis vier Fünfteln der Segmentlänge goldgelb bestäubt. Das fünfte Tergit ist mindestens auf zwei Dritteln der Segmentlänge goldgelb bestäubt. Die Trochanteren sind braungelb gefärbt. Die Wangen unterhalb der Stirnborsten weisen einige Haare auf. Ocellarborsten sind vorhanden. Die Fühler sind zum Teil gelb gefärbt.
Die rotbraunen Kokons, in denen sich die Fliegen verpuppen, sind etwa 6 mm lang.

## Verbreitung
Drino gilva ist in der westlichen Paläarktis verbreitet. Die Art kommt in Mittel- und in Nordeuropa vor. Im Norden reicht das Vorkommen bis nach Fennoskandinavien. Auf den Britischen Inseln und auf der Iberischen Halbinsel sowie im Mittelmeerraum fehlt die Art offenbar.

## Lebensweise
Drino gilva ist ein Larvenparasitoid verschiedener Buschhornblattwespen. Drino gilva bevorzugt innerhalb der Gattung Gilpinia die Arten, die gregär leben. Zu diesen zählt Gilpinia socia. Die Gemeine Kiefernbuschhornblattwespe (Diprion pini) gehört ebenfalls zum Wirtsspektrum. Diese kann bei Massenauftreten starke Fraßschäden an Kiefernbeständen anrichten und gilt entsprechend als Forstschädling. Das Raupenfliegen-Weibchen legt ein Ei mit Hilfe ihres dehnbaren Ovipositors (Legebohrer) an der Wirtslarve ab. Dabei ist diese in ihrem letzten Stadium, bevor sie ein Kokon spinnt. Die Made entwickelt sich in der Eonymphe im Wirtskokon. Die Eonymphe ist das erste Präpuppenstadium. In diesem ist die Wirtslarve noch nicht schlupfbereit. In ihrem letzten Larvenstadium bohrt die Made an einem Ende des Wirtskokons ein Loch und verlässt dieses. Anschließend spinnt sich die Made ein eigenes Kokon, in dem sie sich schließlich verpuppt. Im Sommer nagt sich die fertige Imago nach etwa 10 Tagen aus ihrem Kokon. Die Raupenfliegen werden gewöhnlich im Juli und im August angetroffen.

## Bilder

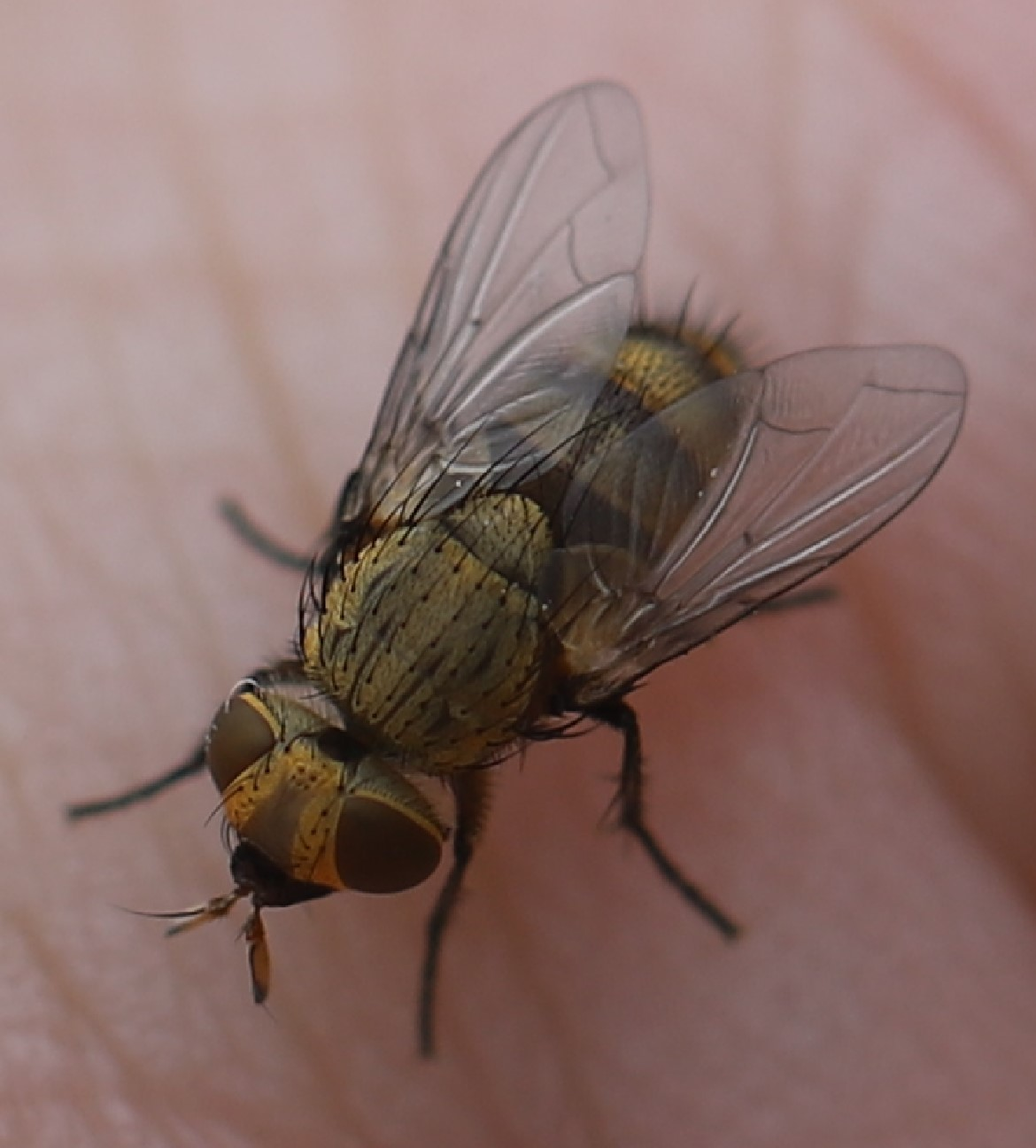
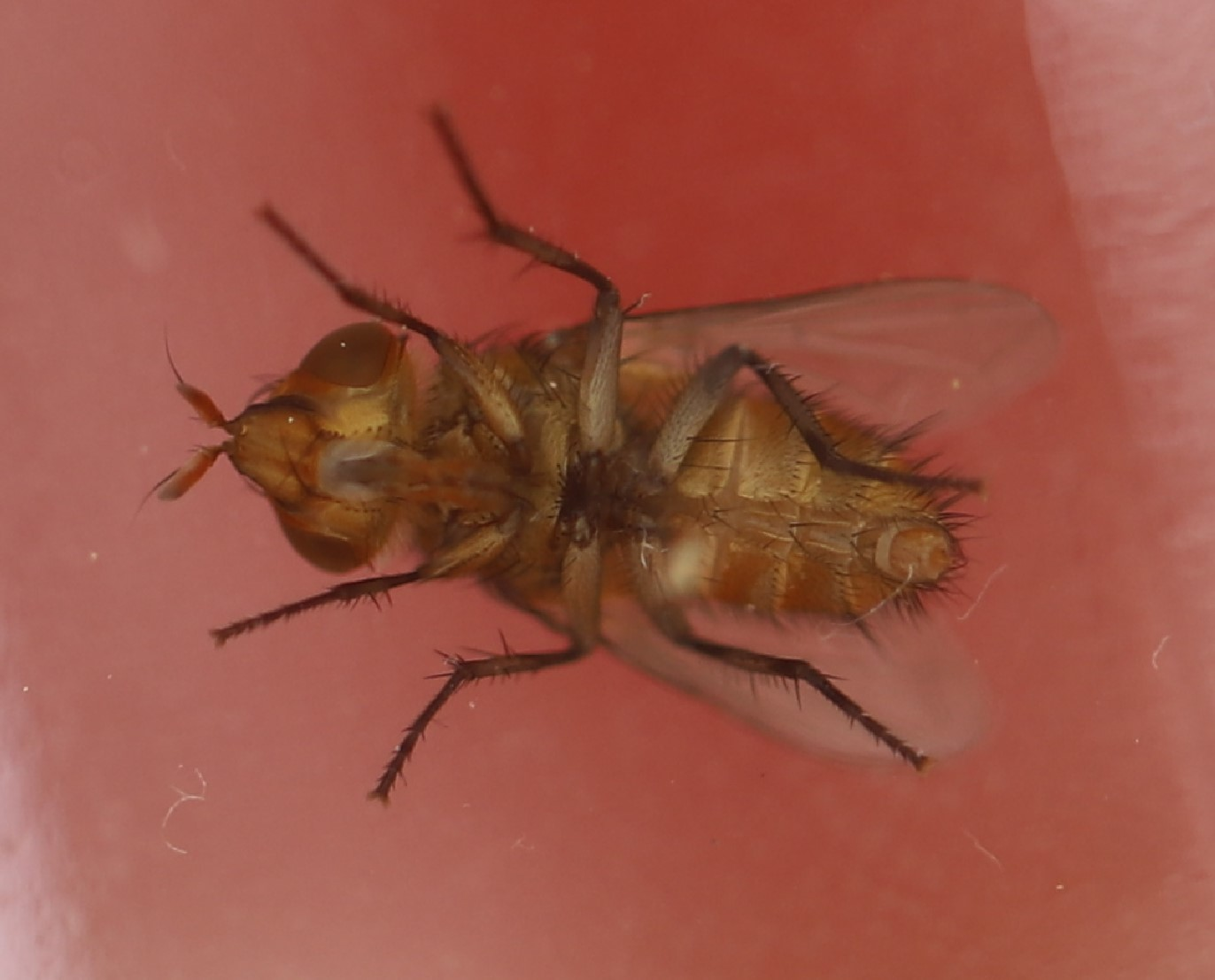
Ventralansicht
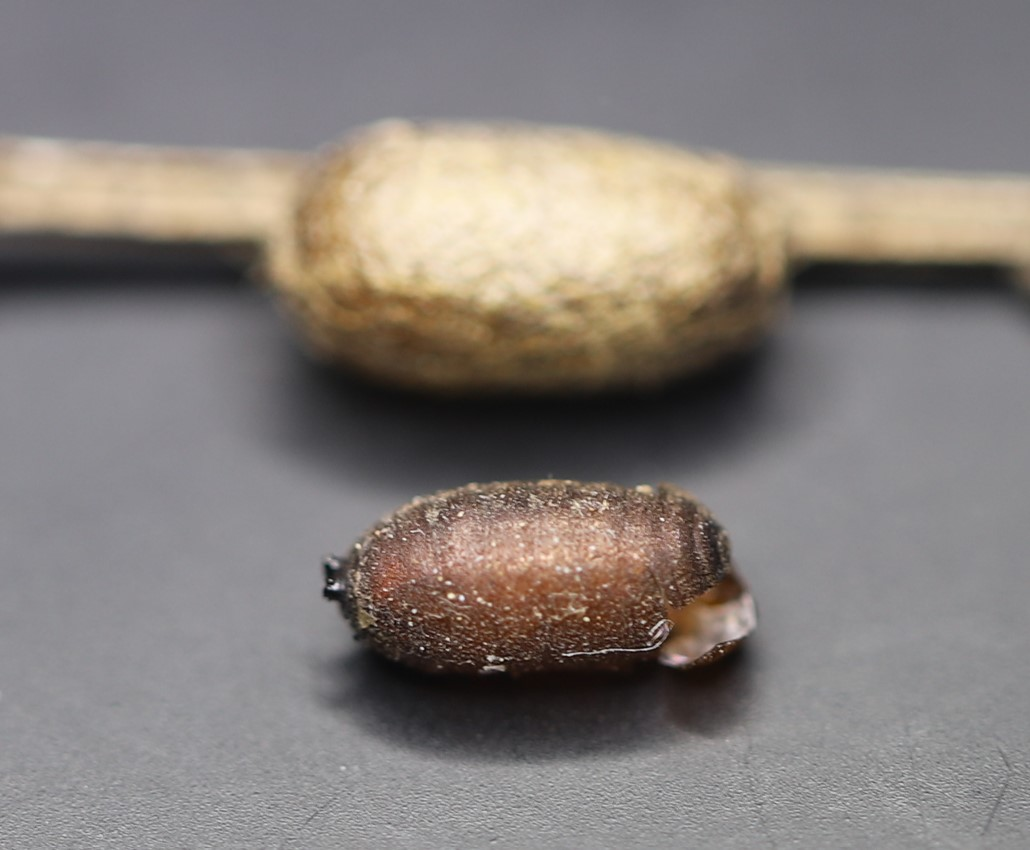
Kokons von Drino gilva (vorne) und Diprion pini
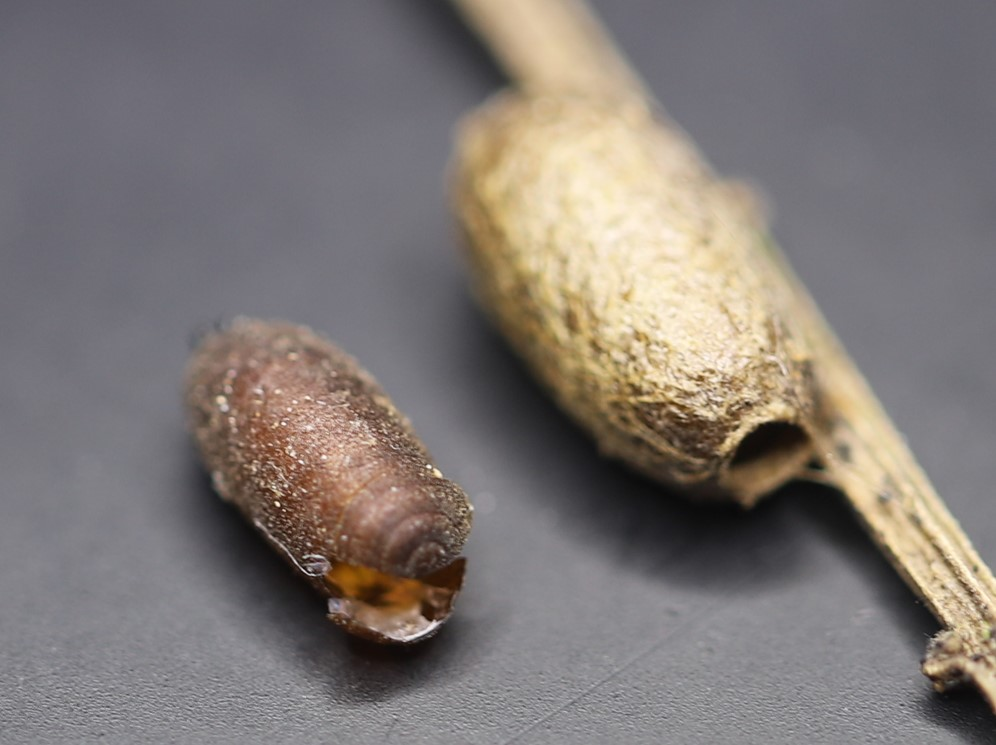
Kokons von Drino gilva (links) und Diprion pini, jeweils mit Öffnungsloch